# 台湾学生連合会
台湾学生連合会（たいわんがくせいれんごうかい、繁体字中国語: 臺灣學生聯合會、台湾語:Tâi-oân Ha̍k-seng Liân-ha̍p-hōe、英語: National Students' Union of Taiwan）、略称「台学連」「学連」「台湾学連」（NSUT）は台湾で設立された社団法人である。台学連は台湾の49の高等教育機関の学生会および1つの青年組織で構成されている。同団体の目標は、学生が社会を変え、議題の設定者となる可能性を示し、学生組織によるキャンパスの共治、社会の革新、民主自由の促進、および台湾の主体性の深化に向けた行動を支援することである。

## 沿革
大学法改正を推進する学生団体大学法改革陣線は、2018年以降、各大学の学生会が加盟する組織を立ち上げることで、公的な学生の問題に対する声を高めることを提唱してきた。2018年12月2日、12月8日、12月9日に、東呉大学城中キャンパス、中興大学、中山大学で、それぞれ第一段階の学連の北、中、南地区の準備会議を開催した。参加した各大学の学生会や青年組織の議論を経て、学連のビジョン、目標、組織、運営について初歩的な合意に達した。2019年1月28日、大学法改革陣線は立法院で第二段階の学連全国準備会を開催した。その後、台湾学生連合会の設立を確定し、規約の草案作成に取り掛かった。2019年4月1日、学連の設立に関する協力覚書に署名した各校の学生会代表が立法院の群賢楼前で設立記者会見を開き、記者会見後に国立台湾師範大学で設立大会を開催し、組織規約を通過させ、臨時理事を選出した。当時、輔仁大学の学生法廷庭長であった陶漢が臨時理事長に選出された。

## 組織
憲章によると、台学連は会員大会・理事会・監事会に分かれている。

### 会員大会
2024年4月1日時点で、台学連は45の高等教育機関の加盟校学生会と1団体会員からなる。

#### 会員一覧
| 地域 | 名称                               | 備考     |
| ---- | ---------------------------------- | -------- |
| 北区 | 輔仁大学                           | 加盟校   |
| 北区 | 東呉大学                           | 加盟校   |
| 北区 | 淡江大学                           | 加盟校   |
| 北区 | 中国文化大学                       | 加盟校   |
| 北区 | 銘伝大学（桃園キャンパス）         | 加盟校   |
| 北区 | 真理大学                           | 加盟校   |
| 北区 | 台北医学大学                       | 加盟校   |
| 北区 | 国立中央大学                       | 加盟校   |
| 北区 | 国立台湾海洋大学                   | 加盟校   |
| 北区 | 国立陽明交通大学（陽明キャンパス） | 加盟校   |
| 北区 | 国立台湾芸術大学                   | 加盟校   |
| 北区 | 台北市立大学                       | 加盟校   |
| 北区 | 国立台湾師範大学                   | 加盟校   |
| 北区 | 世新大学                           | 加盟校   |
| 北区 | 国立政治大学                       | 加盟校   |
| 北区 | 国立台北大学（三峽キャンパス）     | 加盟校   |
| 北区 | 国立台北大学（台北キャンパス）     | 加盟校   |
| 北区 | 元智大学                           | 加盟校   |
| 北区 | 国立台北科技大学                   | 加盟校   |
| 北区 | 開南大学                           | 加盟校   |
| 北区 | 台湾青年法律人協会                 | 団体会員 |
| 中区 | 国立中興大学                       | 加盟校   |
| 中区 | 国立彰化師範大学                   | 加盟校   |
| 中区 | 国立曁南国際大学                   | 加盟校   |
| 中区 | 国立雲林科技大学                   | 加盟校   |
| 中区 | 国立聯合大学                       | 加盟校   |
| 中区 | 国立虎尾科技大学                   | 加盟校   |
| 中区 | 国立台中教育大学                   | 加盟校   |
| 中区 | 国立台中科技大学                   | 加盟校   |
| 中区 | 中国医薬大学                       | 加盟校   |
| 中区 | 亜洲大学                           | 加盟校   |
| 中区 | 国立中正大学                       | 加盟校   |
| 中区 | 南華大学                           | 加盟校   |
| 中区 | 国立嘉義大学                       | 加盟校   |
| 南区 | 高雄医学大学                       | 加盟校   |
| 南区 | 国立成功大学                       | 加盟校   |
| 南区 | 国立中山大学                       | 加盟校   |
| 南区 | 国立高雄大学                       | 加盟校   |
| 南区 | 国立金門大学                       | 加盟校   |
| 南区 | 実践大学(高雄キャンパス)           | 加盟校   |
| 南区 | 国立高雄師範大学                   | 加盟校   |
| 南区 | 樹人医護管理専科学校               | 加盟校   |
| 南区 | 国立屏東科技大学                   | 加盟校   |
| 東区 | 国立宜蘭大学                       | 加盟校   |
| 東区 | 国立東華大学                       | 加盟校   |
| 東区 | 国立台東専科学校                   | 加盟校   |
| 東区 | 国立台東大学                       | 加盟校   |

### 理事会
《臺灣學生聯合會組織章程》 第十三条に基づき、理事は会員の選挙によって7名選出される。また、北、中、南、東の4地域それぞれで、少なくとも1名の団体会員が理事を務めることが保障されている。臨時理事会が廃止されるまで、臨時理事会が理事会の職権を代行する。2019年10月27日、台学連は国立成功大学の国際会議ホールで第三回会員大会を開き、理事と監事の改選を行った。2020年4月12日、台学連は国立陽明大学で第二回会員大会を開き、第一期理事長の陳佑維が段階的任務の完了を理由に理事会に辞表を提出したが、常務理事および会員校代表の職務は維持した。理事会は直ちに理事長の改選を行い、投票の結果、朱軒立常務理事が当選した。
理事会の職権は以下の通りである：
- 会員の資格を審査・決定すること。
- 共同召集人の選挙および罷免を行うこと。
- 理事および共同召集人の辞職を議決すること。
- 職員を任免し、会員大会に審議を求めること。
- 年度事業計画、報告、予算および決算を策定すること。
- その他執行すべき事項。

### 監事会
《臺灣學生聯合會組織章程》第十三条に基づき、会員の選挙により3名の監事が選出される。
監事会の職権は以下の通りである：
- 理事会の業務執行を監査すること。
- 年度決算を審査すること。
- 常務監事の選挙および罷免を行うこと。
- 監事および常務監事の辞職を議決すること。
- 会内の争議を調整すること。
- その他監査すべき事項。

## 活動

### 逮捕された在台香港人学生への支援
反送中運動の間、国立東華大学に在学していた香港の学生が抗議活動に参加して逮捕され、台湾での学籍登録ができなくなった。この学生は同級生を通じて東華大学学生会に学籍の保留を希望する旨を伝え、各校学生会および台学連の支持を得た。2019年9月2日、中央連合辦公大楼の前で記者会見を開き、陸委会に陳情書を提出した。大陸委員会の港澳蒙藏処長である杜嘉芬は陳情書を受け取り、教育部と調整して必要な支援を提供すると表明した。

### 929台湾香港デモ
台学連は台湾青年民主協会、経済民主連合、香港辺城青年と共同で、2019年9月28日に「929台港大遊行（929台湾香港デモ）」を開催した。このデモでは、反送中運動の五大要求、両岸和平協議を拒否すること、香港政府に対し逮捕者の釈放を呼びかけること、そして台湾当局に対し香港・マカオ地域の政治難民保護制度の制定を求めた。デモのルートは立法院、西門町、台北駅など人通りの多い場所を通り、主催者発表で約10万人が参加した。

### 2020年学生模擬投票
2019年12月26日から29日にかけて、台学連は2020年の学生模擬投票を主催した。この模擬投票は、インターネット上で大学生および中学生を対象に、総統選および政党に関する投票を行うものであった。同時に、総統候補、立法委員候補、政党に対して10項目の議題を提示し、その回答を投票者が参考にできるようにした。最終的に1万人以上の学生が投票し、2019年12月30日には司会者視網膜を招いて開票を行った。その結果、中華民国総統候補の蔡英文が85%の票を獲得し、政党票では時代力量、民主進歩党、台湾基進がそれぞれ約25%の票を獲得した。

### 第一回ローマ剣闘士闘技会
2020年7月11日、台学連はYouTubeチャンネル「反正我很閒」と協力して、公館 (台北市)の河岸で「鬥鬧熱」をテーマにしたローマ剣闘士の第一回闘技会を開催した。このテーマは新台湾文学の父と呼ばれる頼和に由来している。台学連の秘書長である陳估熊は、「このイベントは一見荒唐に見えるかもしれないが、大学生にとっては自己表現の一つであり、教育と娯楽の要素を兼ね備えている。このような格闘や競争を通じた集団活動は、民族の誇りを養い、植民地支配に対抗する一つの方法かもしれない。今年は教育を受け、批判することを知る『騒がしく動く階級』としての大学生を表現し、社会正義を守るための行動を通じてその姿を示した。将来的にはこのイベントを定例化し、詳細なルールを策定し、審判を訓練する計画がある」と述べた。

### 「喫煙防止法の急速な施行　キャンパスでの喫煙防止は困難」記者会見
2023年3月7日、台学連は教育部前で「菸防新法急就章，校園菸害難預防（喫煙防止法の急速な施行　キャンパスでの喫煙防止は困難）」記者会見を開いた。2023年に立法院でタバコ害防止法修正案が三読通過し、大学キャンパスを全面禁煙場所と明確に定めたことにより、行政院が新法施行を告知する前に教育部が各大学に対して全面禁煙を求める通知を送付した。このため、多くの学校で禁煙政策について適切に議論することができず、学生代表と効果的にコミュニケーションを取ることができないまま、直接施行されることになり、多くの議論を引き起こした。
台学連は記者会見で、喫煙年齢を引き上げるために喫煙区を撤去することは、逆にキャンパス内の喫煙者を地下化させたり、校外で喫煙するようになったりするため、喫煙者と非喫煙者の間に不必要な衝突を引き起こす可能性があると述べた。台学連の劉曜維理事長は、「わずか20日間で喫煙ゾーンを撤去したり、キャンパス内の規則を改正することは非常に困難であり、このような改正や撤去が学生代表の意見を反映しているかどうかも保証できない」と述べた。台学連学生権益委員会主任委員の馮輝倫も、「政府の法令が厳格になることで喫煙を控える人もいるかもしれないが、他方では地下化し、さらなる問題を引き起こす人もいる」と指摘した。
教育部総合企画司科長の林珈夙は、「私たちは教職員と学生の健康を守る立場から、将来的に禁煙キャンパスを目指し、できるだけ早くタバコ害のない環境を実現したいと考えている」と述べた。

### 速修大学法記者会見
2023年3月20日、長らく延滞している大学法改正案に対して、台学連は教育部前で「速修大学法」記者会を開催した。台学連の劉曜維理事長は、大学法が滞っている現状において、高等教育機関の混乱が続いていると述べた。現行法規の規定では、学生代表は全体の1/10しかおらず、学生代表の声が校務会議で雑音と化す恐れがある。法令が明確でないため、多くの学校の行政会議は学生代表の参与を認めていない。
立法委員の范雲 (台湾)は大学法改正に関する議題で、欧州諸国では学生代表の割合が1/3または1/5であることを述べた。彼女が最初に提案したバージョンはその間である1/4であったが、最終的には各委員の合意で1/5に妥協したと説明した。校長団体が「海外の学生代表の割合はそれほど高くない」と主張していることについて、范雲はそれが「フェイクニュース」を広めていると批判し、教育部に対して学生の声を聞くべきだと訴えた。そして、「学生、教師、校長の三者による座談会」を即座に実施し、大学の自治に関する対話のプラットフォームを開くよう求めた。

## 反応

### 教育部の立場
2019年4月1日、教育部の政務次長である劉孟奇は台学連設立大会の記者会見に出席し、学生団体は教育部のパートナーであり、高等教育をより良くするという点で目標を共有しているが、どのように進めるかにはいくつか相違があるかもしれないと述べた。それでも、共に協力する余地が多くあると考えており、学生団体は教育部を監督する役割も担っていることは民主社会において非常に正常なことであり、関連する意見についても謙虚に受け入れると表明した。

### 立法委員の態度
2019年4月1日、立法委員の呉思瑶と張廖万堅は台学連設立大会の記者会見に出席して支持を表明し、立法院の各院内会派に対し《私立学校法》および《大学法》の関連重要法案の修正を完了するよう呼びかけた。2021年末、台学連は法案修正のための会合を開始し、立法委員の賴品妤と范雲が先頭に立って法案を提出した。2022年4月1日、台学連は大学法改正フォーラムを開催し、その会期中、教育文化委員会の召集委員である賴品妤は、公開の場で、彼女が召集委員を務めるこの会期中に皆と共にこの長らく未解決の修正プロセスを終わらせたいと宣言した。

### 台湾大学学生会との関係
国立台湾大学学生会は台学連に加盟していない。台大学生会は、「今回30の学校で構成される台湾学生連合会は、各校学生会の学生の権利と学内民主の発展を支援しており、台大もそれを支持している。しかし、台大の毎年の学生会長選挙は他の大学よりも複雑であり、校内には裁判官資格を持つ法学部大学院生が「学生法院（学生法廷）」裁判官を務めているため、台学連が提供する学連法院の必要はない。総合的に勘案した結果、台大は台学連に加入する計画はない。ただし、将来的に台学連が各大学の学生の権利の推進や学生会の社会問題に対する表明に関わる際には、台大学生会も実質的な行動と連携に欠くことはない。また、台湾社会がポピュリズムや反体制的な雰囲気に向かいつつある中で、学生が団結する勇気を見られることを望んでいる」と表明した。
在任中に台学連に加盟しないことを決定した当時の学生会長の呉奕柔は、退任後、個人として台学連に参加した。

## 引用
1. ↑  臺灣臺北地方法院 (2020年4月14日). “社團法人臺灣學生聯合會”. 臺灣臺北地方法院. 2023年7月10日時点のオリジナルよりアーカイブ。2023年7月10日閲覧。
2. ↑  社團法人臺灣學生聯合會. “關於學聯-會員校”. 2023年7月10日時点のオリジナルよりアーカイブ。2023年2月28日閲覧。
3. ↑  大學法改革陣線 (2018年12月15日). “學聯籌備第一階段回顧”.   facebook. 2024年7月15日閲覧。
4. ↑  大學法改革陣線 (2019年1月31日). “學聯籌備會落幕，成立大會將召開”.   大facebook. 2024年7月15日閲覧。
5. ↑  “扛起世代責任！台灣學生聯合會宣誓捍衛「自由島嶼」”. 自由時報. (2019年8月1日).  オリジナルの2020年11月27日時点におけるアーカイブ。 2019年8月2日閲覧。
6. ↑  “關於學聯”. 臺灣學生聯合會. 2023年7月10日時点のオリジナルよりアーカイブ。2023年2月28日閲覧。
7. 1 2  “臺灣學生聯合會組織章程第十三條”. 2022年4月6日時点のオリジナルよりアーカイブ。2019年8月2日閲覧。
8. ↑  張哲偉 (2019年9月2日). “【直播】東華香港僑生遭捕　學生團體籲陸委會協助港生來台”.   上報. 2020年11月30日時点のオリジナルよりアーカイブ。2019年9月2日閲覧。
9. ↑  馮靖惠 (2019年9月2日). “被捕港生吐心聲：盼港台年輕人當個「軟而不弱」的人”.   聯合新聞網. 2020年11月26日時点のオリジナルよりアーカイブ。2019年9月2日閲覧。
10. ↑  黃建豪 (2019年9月28日). “快訊》929台港大遊行 主辦單位：超過5萬人”.   新頭殼New Talk. 2021年1月16日時点のオリジナルよりアーカイブ。2019年9月29日閲覧。
11. ↑  劉育辰 (2019年9月28日). “台人撐港大遊行　風雨中十萬人響應”.   今日新聞. 2020年9月23日時点のオリジナルよりアーカイブ。2019年9月29日閲覧。
12. ↑  吳尚軒 (2019年12月30日). “台學聯模擬投票》蔡英文得票破85%　宋楚瑜比韓國瑜高兩倍”. 風傳媒. 2020-12-011時点のオリジナルよりアーカイブ。2019年12月31日閲覧。
13. ↑  趙宥寧 (2020年7月11日). “影／羅馬競技生死鬥彰師奪冠！成大「掉劍流巨人」吞敗”. 聯合報.  オリジナルの2021年9月16日時点におけるアーカイブ。 {{cite news}}: |archive-date=と|archive-url=の日付が異なります。（もしかして：2020年7月12日） (説明)⚠
14. ↑  台北報導, 曹晏郡 邱福財 / (2023年2月26日). “大學全面禁菸 教育部下令校園月底前撤除吸菸區” (中国語). 公視新聞.  オリジナルの2023年7月10日時点におけるアーカイブ。 2023年7月10日閲覧。
15. ↑  莊志成／台北報導, 游騐慈 (2023年3月7日). “教育部發函2月底前撤校內吸菸區 台學聯籲半年緩衝 ｜ 公視新聞網 PNN” (中国語). 公視新聞網 PNN. 2023年7月10日時点のオリジナルよりアーカイブ。2023年7月10日閲覧。
16. ↑  經濟日報. “大學全面撤吸菸區 台學聯：衍生更多亂象盼暫緩 | 政經焦點 | 要聞” (中国語). 經濟日報. 2023年7月10日時点のオリジナルよりアーカイブ。2023年7月10日閲覧。
17. ↑  莊志成／台北報導, 游騐慈 (2023年3月7日). “教育部發函2月底前撤校內吸菸區 台學聯籲半年緩衝 ｜ 公視新聞網 PNN” (中国語). 公視新聞網 PNN. 2023年7月10日時点のオリジナルよりアーカイブ。2023年7月10日閲覧。
18. ↑  趙宥寧 (2023年3月20日). “大學法修正延宕數月 學生團體齊轟教部「遲交作業」”.  オリジナルの2023年6月28日時点におけるアーカイブ。 2023年6月28日閲覧。
19. 1 2  李琦瑋 (2023年3月20日). “《大學法》修法被死當！學團：校務會議學代占1/5是底線”.  オリジナルの2023年6月28日時点におけるアーカイブ。 2023年6月28日閲覧。
20. ↑  許展溢 (2019年4月1日). “台灣學生聯合會盼私校別以「利潤導向經營」　教育部這樣說”. ETtoday新聞雲.  オリジナルの2019年7月9日時点におけるアーカイブ。 2019年8月2日閲覧。
21. ↑  吳尚軒 (2019年4月1日). “「台灣學生聯合會」今天正式成立！黃國昌：讓社會大眾更了解青年學子的訴求”.   風傳媒. 2020年4月13日時点のオリジナルよりアーカイブ。2019年7月9日閲覧。
22. ↑  “《大學法》修法學權躍進　賴品妤感動：逾17年終有大進展”. Nownews. (2022年5月20日).  オリジナルの2022年7月5日時点におけるアーカイブ。 2022年7月5日閲覧。
23. ↑  許敏溶 (2019年4月1日). “未加入台灣學生聯合會　台大學生會：綜合評估後不需要 [台湾学生連合会に加入せず　台大学生会「総合的に勘案した結果、必要なしと判断」]” (中国語). 蘋果日報